# Praga E-210
Die Praga E-210 ist ein tschechoslowakisches leichtes Reiseflugzeug, ein sogenanntes Lufttaxi, aus der zweiten Hälfte der 1930er Jahre. Es wurde nur ein Exemplar gebaut. 1947 entstand als Nachfolger die E-211 mit gleicher Spannweite, auf 8,51 m verlängerten Rumpf und stärkeren Minor-4-III-Motoren mit je 105 PS (77 kW). Sie blieb ebenfalls ein Einzelstück.

## Konstruktion
Die E-210 wurde als freitragender Schulterdecker in Gemischtbauweise konzipiert. Die Tragflächen, in denen auch der Kraftstoffbehälter untergebracht ist, bestehen aus zwei Kastenholmen und Rippen mit Sperrholzbeplankung. Als Besonderheit sind die beiden an der Flügelhinterkante befindlichen Reihenmotoren mit Luftschrauben in Druckkonfiguration ausgerüstet. Der für vier Personen ausgelegte Rumpf wird aus einem geschweißten Stahlrohrgerüst mit rechteckigem Querschnitt und Stoffbespannung gebildet. Das Seitenleitwerk besteht aus zwei ovalen Endscheiben, die sich beidseitig des Höhenleitwerks befinden. Das Fahrwerk ist starr und besitzt mit Öl-Luft-Stoßdämpfern gefederte Haupträder und ein Bugrad.

## Technische Daten

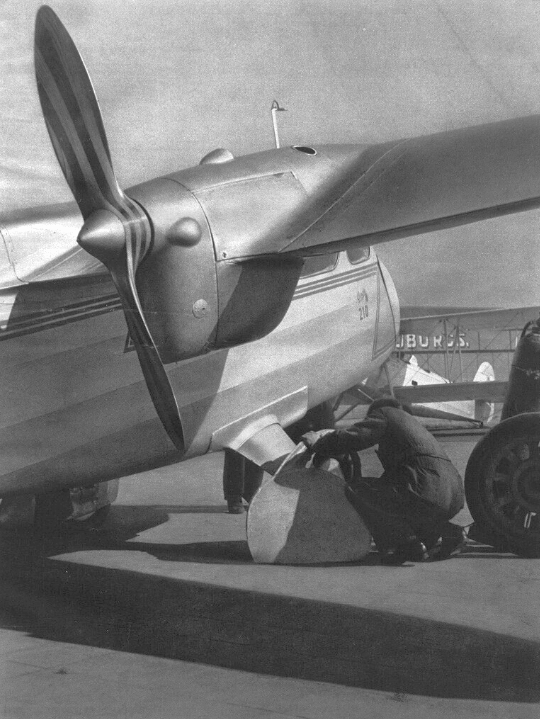
Motoranordnung der E-210

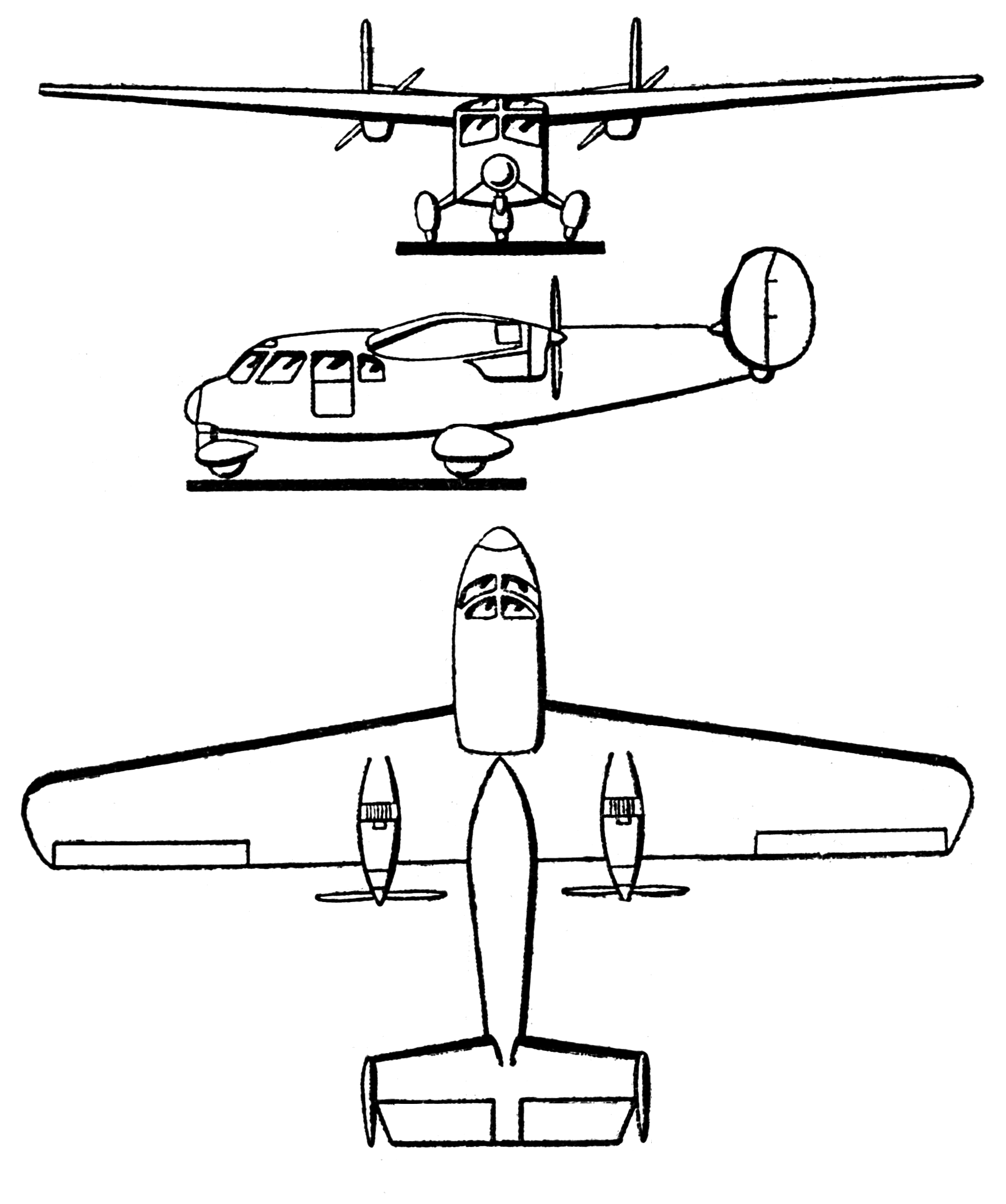
Dreiseitenansicht

| Kenngröße                           | Daten                                                 |
| ----------------------------------- | ----------------------------------------------------- |
| Besatzung                           | 1–2                                                   |
| Passagiere                          | 2–3                                                   |
| Länge                               | 8,42 m                                                |
| Spannweite                          | 12,50 m                                               |
| Höhe                                | k. A.                                                 |
| Flügelfläche                        | 20,7 m²                                               |
| Flügelstreckung                     | 7,6                                                   |
| Flächenbelastung                    | 68,7 kg/m²                                            |
| Leistungsbelastung                  | 8,4 kg/PS                                             |
| Flächenleistung                     | 8,2 PS/m²                                             |
| Rüstmasse                           | 990 kg                                                |
| Zuladung                            | 430 kg                                                |
| Startmasse                          | 1420 kg                                               |
| Antrieb                             | zwei luftgekühlte Vierzylinder-Viertakt-Reihenmotoren |
| Typ                                 | Walter Minor 4-I                                      |
| Startleistung Nennleistung am Boden | 95 PS (70 kW) bei 2550/min 86 PS (63 kW) bei 2260/min |
| Höchstgeschwindigkeit               | 220 km/h (145 km/h einmotorig)                        |
| Reisegeschwindigkeit                | 195 km/h (120 km/h einmotorig)                        |
| Landegeschwindigkeit                | 85 km/h                                               |
| Steigzeit                           | 7,5 min auf 1000 m Höhe                               |
| Gipfelhöhe                          | 3800 m                                                |
| Reichweite                          | 570 km                                                |